# خانه امیر بخارا
خانه امیر بخارا یک آپارتمان در سن پترزبورگ است که در سال‌های ۱۹۱۳–۱۹۱۴ به دستور امیر بخارا، سید عبدالأحدخان، برای پسرش، سید علیم‌خان، ساخته شد. امیر از معمار استپان کریچینسکی، که قبلاً در ساخت مسجد جامع سنت پترزبورگ شرکت داشت برای ساخت آن دعوت کرد. امیر برای طراحی این خانه، نشان «بخارای اشرافی» را به معمار استپان کریچنسکی اعطا کرد.

## تاریخچه
این مکان در نشانی فعلی کمنوستروفسکی پروسپکت (۴۴ب) قرار دارد. در اوایل دهه ۱۸۹۰ ساختمان متعلق به شهروند فرانسوی جی.ای. ژونه بود که قصد داشت یک ساختمان دو طبقه برای تولید محصولات هنری برنزی بسازد. در دهه ۱۸۹۰، مالکیت آن به کورنت ای.ای. استوبئوس (Cornet E. A. Stobeus) منتقل شد. در اوایل سال ۱۹۱۰، این زمین را امیر سید عبدالأحدخان خریداری کرد و تصمیم به ساخت یک آپارتمان در آن گرفت. عبدالأحدخان در دسامبر همان سال بر اثر بیماری کلیوی لاعلاج درگذشت و وارث او سید علیم‌خان این پروژه را ادامه داد.
نمای بیرونی ساختمان به سبک یک کاخ فلورانسی طراحی شده است و نماهایی به سبک رنسانس ایتالیایی دارد. ساختمان جلویی به پنج بال متصل شده و دو حیاط را تشکیل می‌دهد. برخلاف بسیاری از ساختمان‌های آپارتمانی دیگر، بال‌های حیاط خانه امیر به همان اندازه که رو به خیابان هستند، به طرز چشمگیری تزئین شده‌اند. نمای جلویی از نظر بصری به دو قسمت تقسیم می‌شود - یک پایه روستیک در مقیاس بزرگ و نیم‌ستون‌های عظیم، و طبقات بالایی «سبک‌تر». قسمت بالایی طاق با سه طاق با شیوه آمیخته تزئین شده است. روکشِ نما از سنگ مرمر دولومیت از رشته‌کوه اورال ساخته شده است. پروژه کریچینسکی به دلیل وقوع جنگ جهانی اول نتوانست به‌طور کامل اجرا شود - به منظور سرعت بخشیدن به ساخت و ساز، نرده برنامه‌ریزی شده در امتداد طبقه سوم برداشته شد و برخی از ستون‌ها به جای سنگ مرمر از چوب ساخته شدند.
کمی پس از انقلاب اکتبر، سید علیم‌خان به افغانستان گریخت. در مارس ۱۹۱۷، این ساختمان محل استقرار هنگ اول ذخیره مسلسل پادگان پتروگراد بود، سپس خانه به آپارتمان‌های اشتراکی واگذار شد. کریچینسکی تا سال ۱۹۲۳ در آپارتمان شماره ۴ زندگی می‌کرد. کمی پس از مرگ او، آپارتمان توسط یک بلشویک عالی‌رتبه (طبق یک روایت، کاپیتان کشتی آئورورا) به همراه خانواده و خدمتکارانش اشغال شد و آپارتمان خیلی زود به آپارتمان اشتراکی تبدیل شد. از ساکنان مشهور خانه می‌توان به دیمیتری اوت، متخصص زنان و زایمان و ماریا پترووا، فیزیولوژیست، اشاره کرد.

## معاصر
از دهه ۱۹۲۰ که این خانه به مسکن عمومی واگذار شد، فضای داخلی و سالن‌های ورودی آسیب قابل توجهی دیده‌اند. در دهه ۱۹۹۰، نرده‌های مرمری کنده شدند، نقاشی‌های دیواری با گرافیتی پوشانده شدند، گچ‌بری‌ها و عناصر تزئینی چوبی (پایه‌ها، نرده‌ها، درها) به‌طور قابل توجهی آسیب دیدند.
از سال ۲۰۲۰، آپارتمان‌های سالن جلویی سمت چپ همچنان به صورت اشتراکی باقی مانده‌اند، در حالی که قسمت راست ساختمان به آپارتمان‌های خصوصی تخصیص داده شده است.
افسانه‌های شهری مرتبط با خانه امیر در فیلم "Kommunalka" به کارگردانی ولادیسلاو وینوگرادوف که در سال ۱۹۳۳ این ساختمان فیلمبرداری شد، گنجانده شده است. در میان قدیمی‌ها، این باور وجود دارد که یک گذرگاه زیرزمینی مخفی از خانه امیر در خیابان کامنوستروفسکی به مسجد تعبیه شده است. ساکنان معتقدند که «مردان در این خانه با هم کنار نمی‌آیند.» افسانه دیگری می‌گوید که گنجی در این خانه پنهان است - گنجینه‌های امیر، که او هنگام ترک شتابزده سن پترزبورگ آن‌ها را جا گذاشت.
در سال ۲۰۲۳، فیلم تجربی «زمستان، بهار ۲۱–۲۲» اکران شد که بخشی از وقایع آن در خانه امیر اتفاق افتاده بود.

## نگارخانه

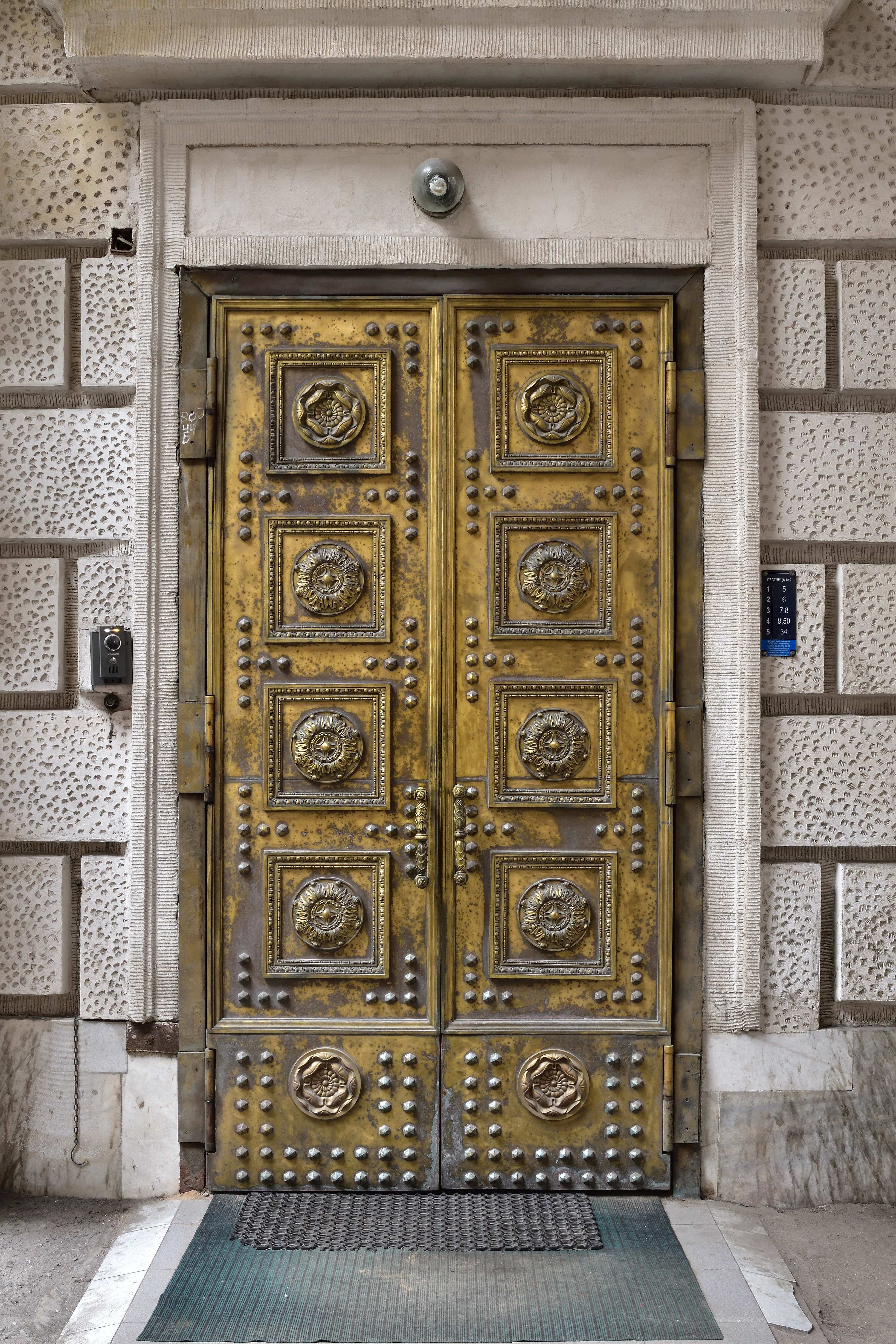
درب ورودی، ۲۰۲۰
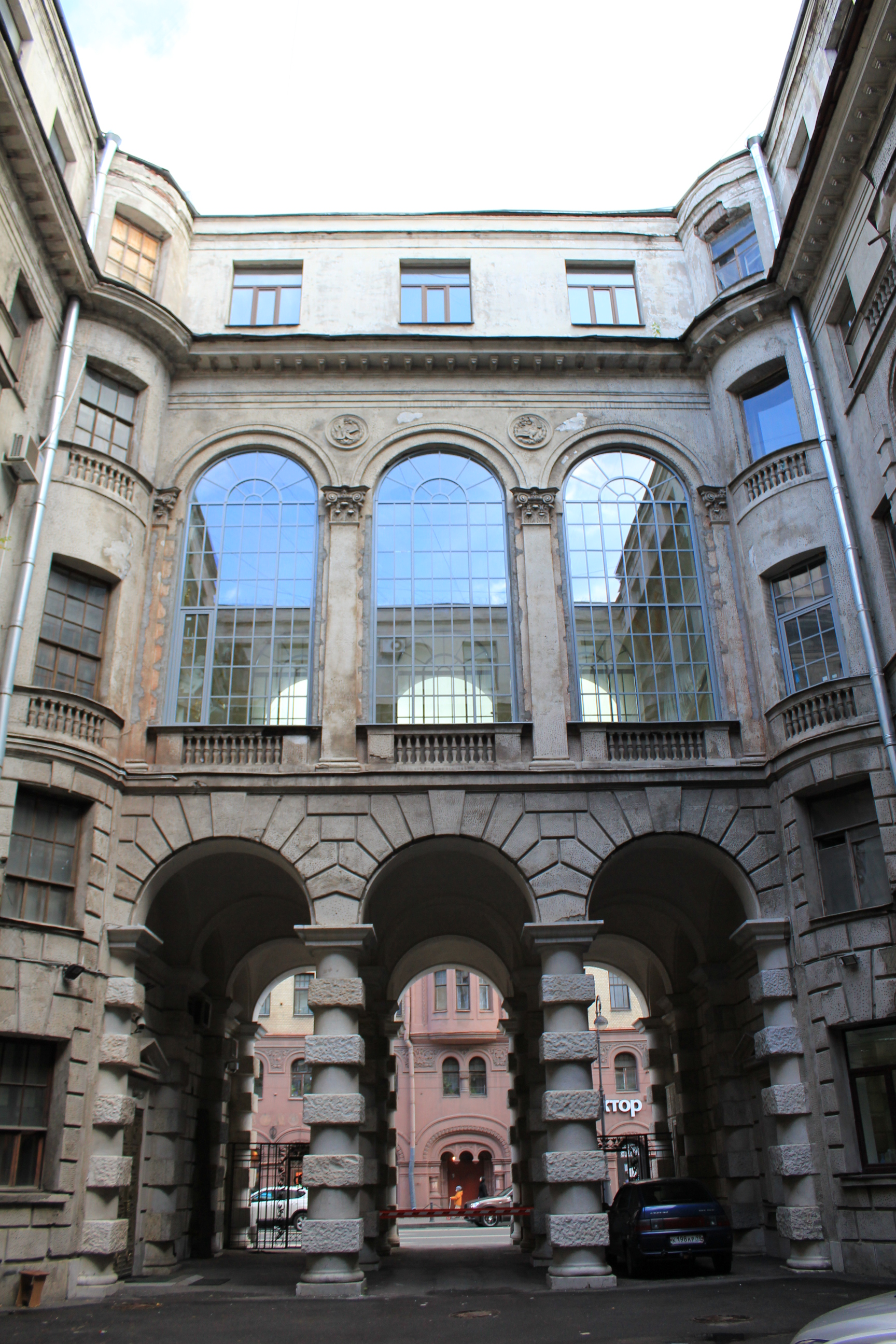
گالری لعاب‌دار از سمت حیاط، ۲۰۱۳
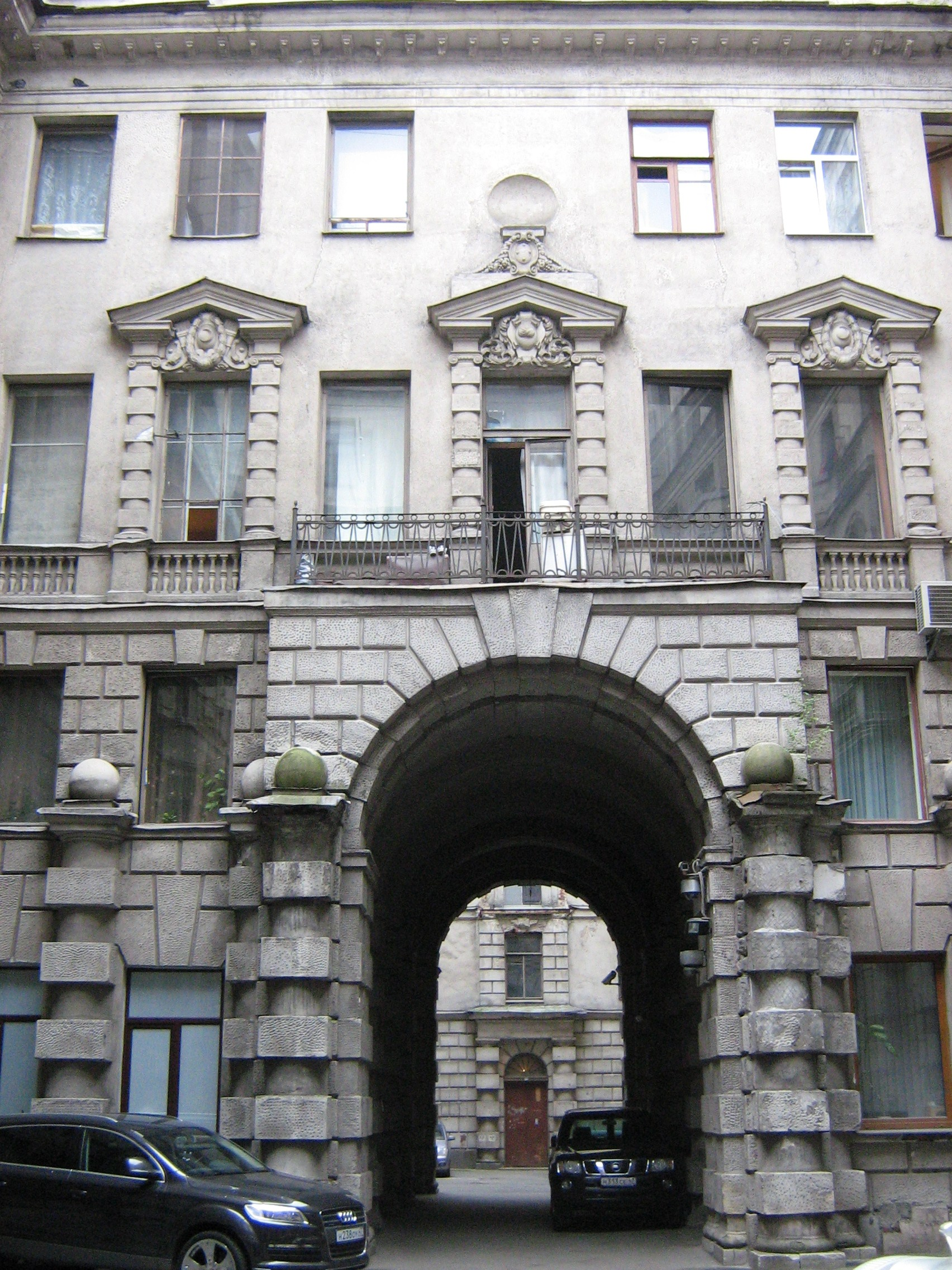
طاق حیاط، ۲۰۰۸
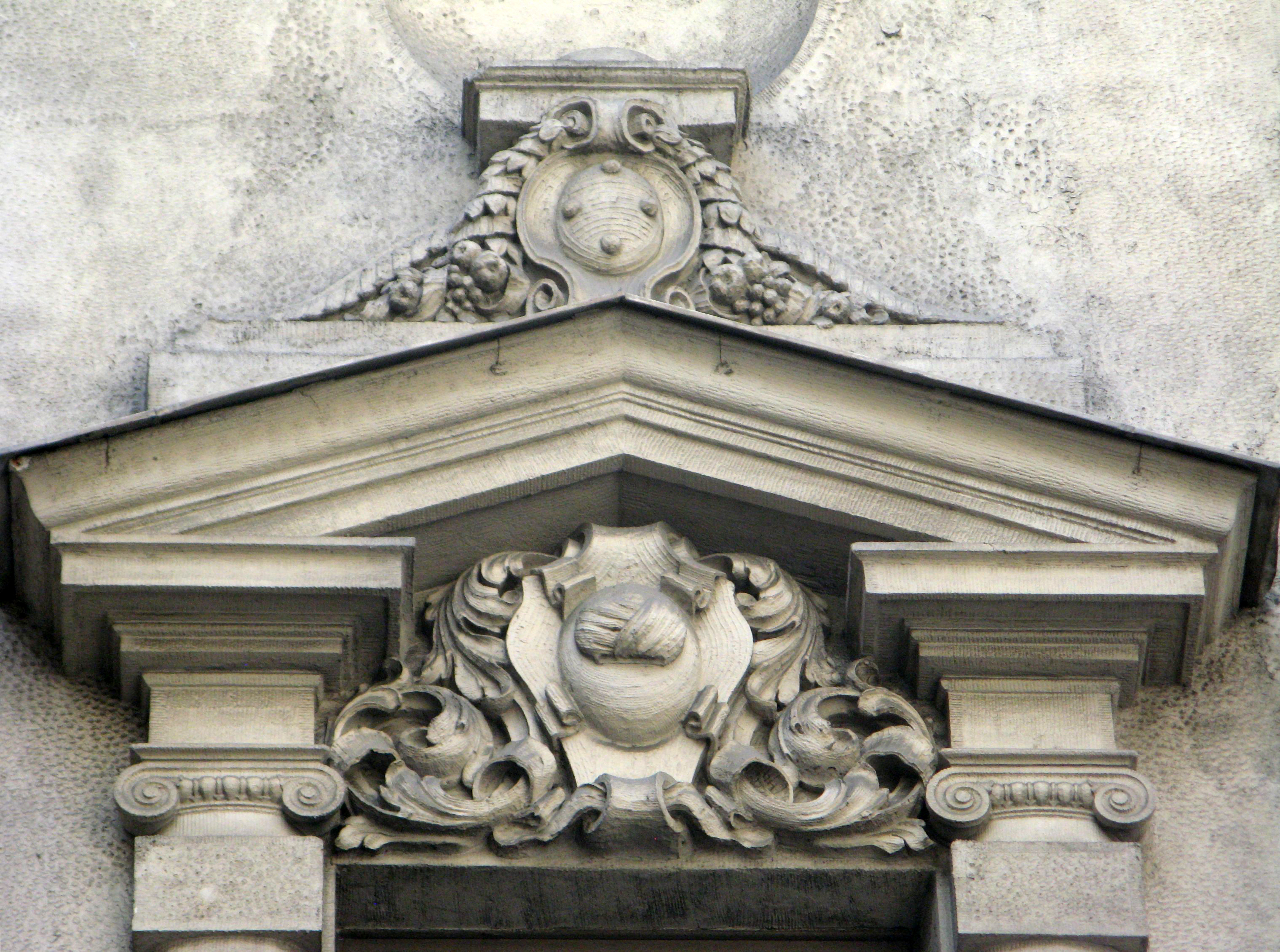
انتابلیتوری، ۲۰۲۰
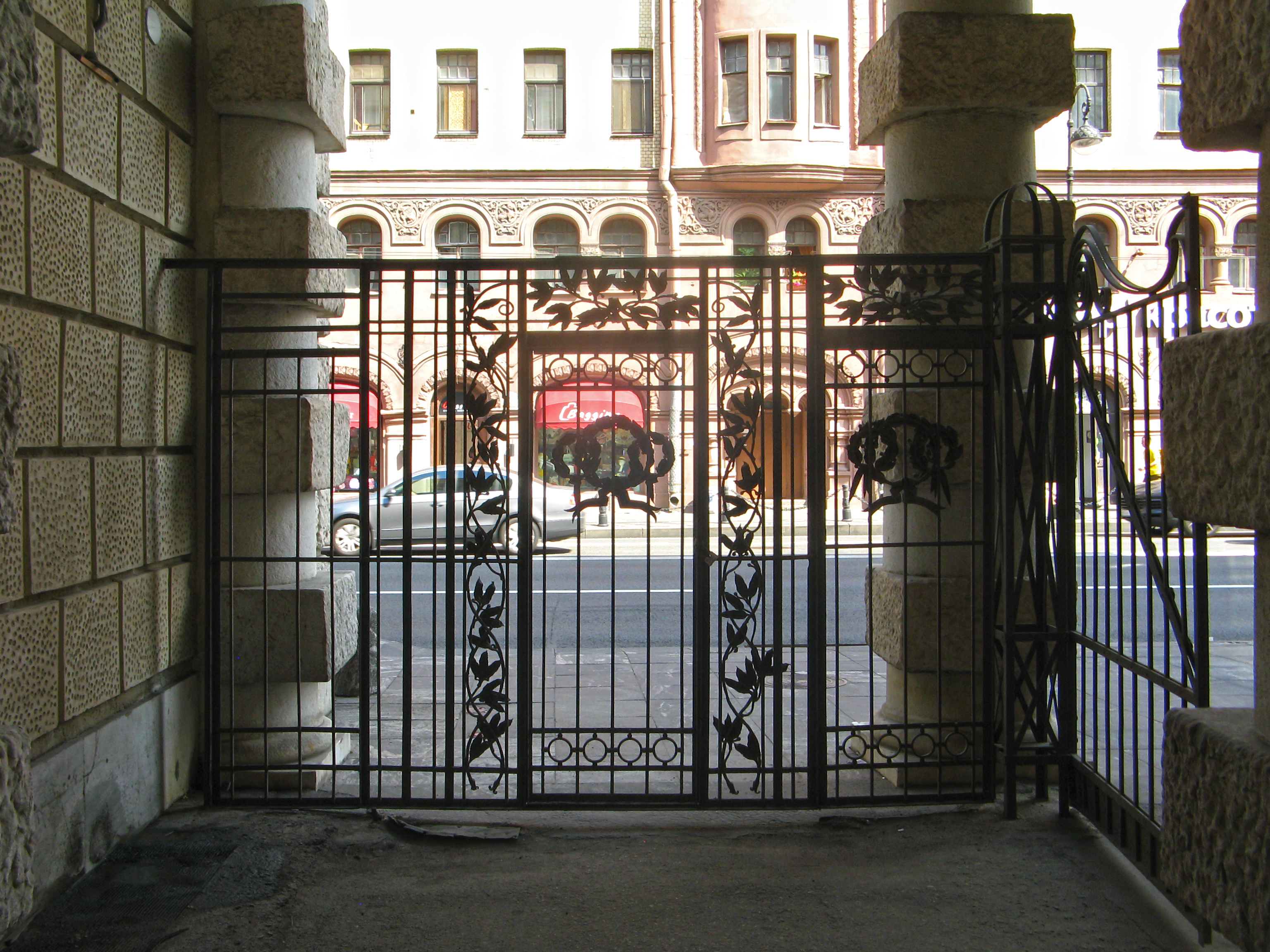
حصار فرفورژه، ۲۰۲۰

## پیوندها
- عکس‌هایی از درهای ورودی، ۲۰۱۹

## ادبیات
Булах (2009). "Каменноостровский проспект". Каменное убранство Петербурга. Центрполиграф. ISBN 978-5-9524-4511-6.
Кириков, Б. М. (2004). "Дом эмира Бухарского". Памятники архитектуры и истории Санкт-Петербурга: Петроградский район. Издательский дом «Коло». pp. ۴۵۸–۴۵۹. ISBN 5-901841-21-2.